# Garcinia garciae
Garcinia garciae là một loài thực vật có hoa trong họ Bứa. Loài này được Elmer mô tả khoa học đầu tiên năm 1911.